# 미봉초등학교
미봉초등학교는 대한민국 충청북도 영동군에 있었던 공립 초등학교이다.

## 학교 연혁
- 1944년 3월 20일: 설립인가
- 1944년 5월 10일: 미봉국민학교 개교
- 1995년 3월 1일: 구강분교장 통합
- 2018년 2월 28일: 폐교 및 양강초등학교와 통합[1]

## 참고 자료
- 미봉초등학교 - 한국교육학술정보원 학교알리미